# Linienamt

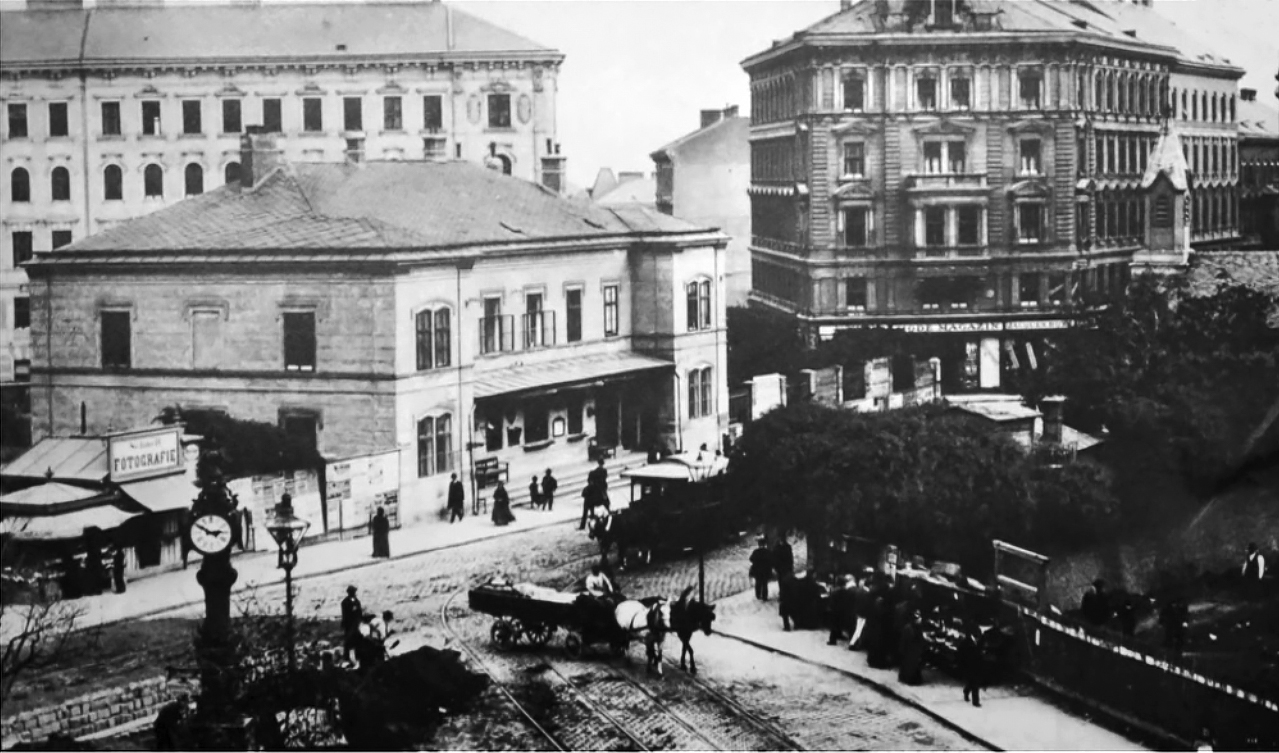
k.k. Linienamt Währing (um 1880), geschlossen mit 1. Dezember 1891

Als Linienamt, kurz für k.k. Verzehrungssteuer-Linienamt, bezeichnete man jene mit Toren versehenen Kontrollpunkte, an denen in den meisten Teilen des Kaisertums Österreich die Verzehrungssteuer, eine indirekte Konsumsteuer mit zwei verschiedenen Tarifklassen, erhoben wurde. Aufgrund dieser Steuer waren die Lebenshaltungskosten im Kernbereich der städtischen Agglomeration erheblich höher als an der Peripherie.

## Wien
Mit dem Gesetz zur Einführung der allgemeinen Verzehrungssteuer wurden mit 1. November 1829 die bis dahin in Österreich unter der Enns bestehenden Getränke- und Verzehrungsabgaben vereinigt und die Abgabe auf Genußmittel und Verbrauchsgegenstände in Wien sowie im Land und kleineren Städten wirksam. Die zur Einhebung der allgemeinen Verzehrungssteuer bei der Einfuhr nach Wien bestimmten, einem Inspector unterstehenden Linienämter und die zugehörigen, alle dem heiligen Johannes Nepomuk geweihten Linienkapellen standen zunächst am Linienwall, der Außenbefestigung Wiens, welche die der Inneren Stadt nahe gelegenen Vorstädte umschloss.
Eine erste bedeutende örtliche Veränderung bei der Einhebung der Verzehrsteuer war die Öffnung des nördlichen Linienwalls als Durchlass für die im November 1837 in Betrieb gegangene Kaiser Ferdinands-Nordbahn. Mit 1. September 1838 nahm im Nordbahnhof ein k.k. Gefällsamt (später: Linienamt Nordbahn) seine Arbeit auf, ausgestattet mit denselben Befugnissen wie das Verzehrungssteuer-Linienamt Am Tabor (heute: ON 7 bzw. Alliiertenstraße 2), das das Portal zu der in jener Zeit vom Tabor ausgehenden Prager Straße bildete. Das Linienamt Am Tabor war bis dahin das frequentierteste (und populärste) Amt im Einzug der Verzehrungssteuer, da es den Großteil des aus dem Norden und Osten des Kaisertums Österreich kommenden straßengebundenen Personen- und Wirtschaftsverkehrs beim Eintritt in die Stadt kontrollierte. Die Bedeutung des Amtes am Tabor schwand empfindlich weiter durch die in den Jahren 1870 bis 1875 vollzogene Wiener Donauregulierung, mit der eine gravierende Änderung der städtischen Verkehrserschließung einherging. 1875 wurde die Taborlinie aufgelassen, Am Tabor wurde in der Folge vom Linienamt Nordbahn in seiner Stellung abgelöst, seine letzten Baureste wurden ab 1911 durch den neuen Liegenschaftseigentümer, die Gemeinde Wien, abgetragen.
Als die Vororte eingemeindet und der Linienwall durch den Gürtel ersetzt wurde (1890–94), verlegte man auf Basis des Gesetzes vom 10. Mai 1890 wegen Änderung der Wiener Linienverzehrungssteuer und wegen Einführung der Linienverzehrungssteuer in mehreren Vororten von Wien die Verzehrungssteuergrenzen nach außen. Die Ämter an der Nussdorfer, Währinger sowie Hernalser Linie wurden mit 21. Dezember 1891 geschlossen, die 14 neu gebauten Linienämter sowie andere in der Durchführungsverordnung vom 5. Juli 1891 benannten Abfertigungsstellen nahmen mit diesem Tag den Betrieb auf. Der Auftrag der k.k. Finanz-Landes-Direction für Oesterreich unter der Enns zum Bau der 14 Amtshäuser (sowie von sechs zugehörigen Bauten) war an die Wiener Baugesellschaft (* 1869, ab Mitte 1934 in Liquidation) vergeben worden, die am 29. April 1891 mit den Herstellungsarbeiten beginnen konnte und die Baulichkeiten bezugsfertig am 1. Oktober des Jahres zu übergeben hatte.
Ende 1921 wurde im Nationalrat der Antrag zur Aufhebung der Verzehrungssteuer wegen geringer Einnahmen bei hohen Kosten gestellt; die frei werdenden Linienämter wurden als Sitz von Sicherheitswachen sowie für Wohnungen vorgesehen. Die Verzehrungssteuer wurde 1923 durch die (Mehrphasen-)Umsatzsteuer ersetzt.
Etliche der 1891 in den ehemaligen Vororten erbauten Linienamtsgebäude sind erhalten geblieben.

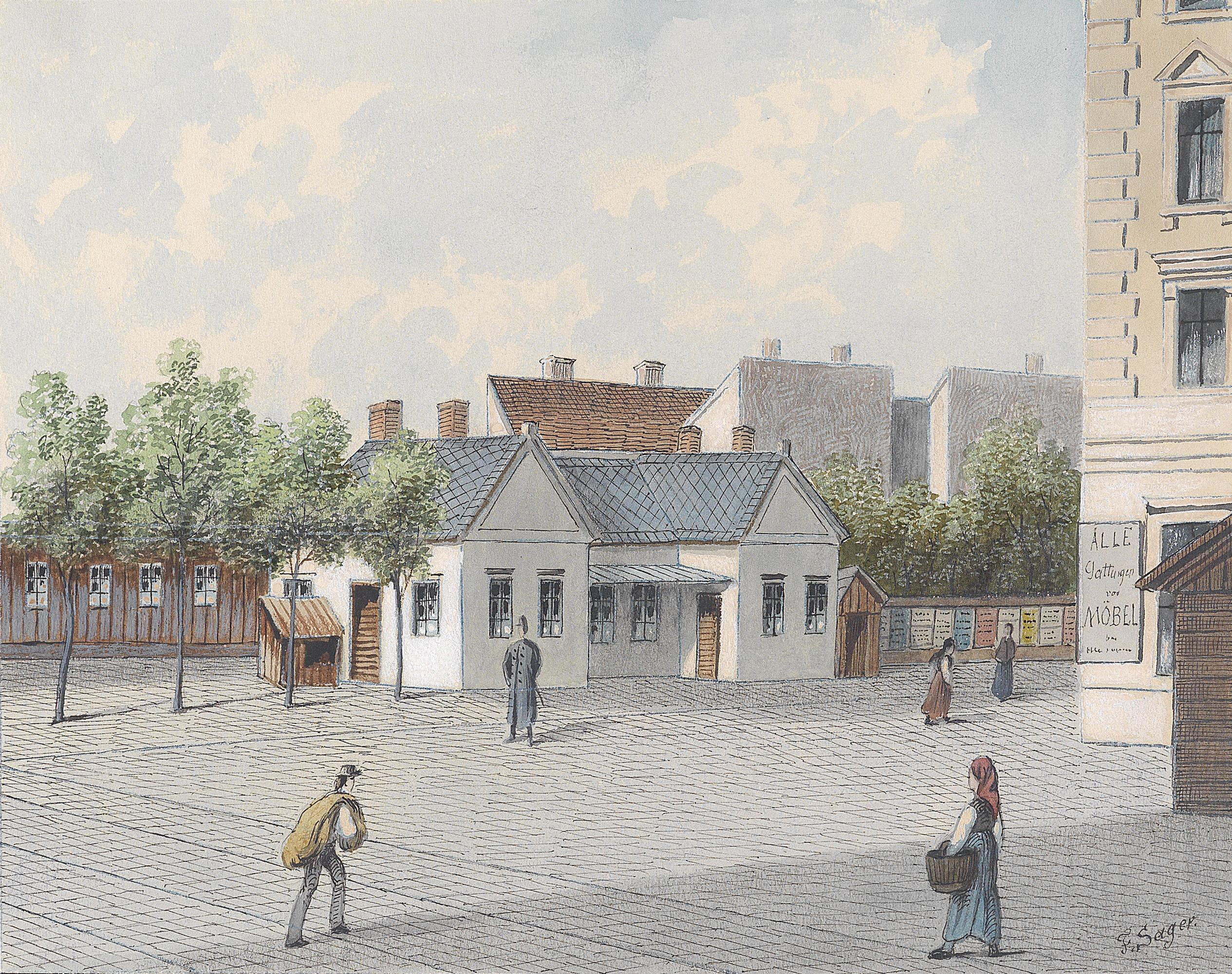
Ein Linienamt im 19. Jahrhundert
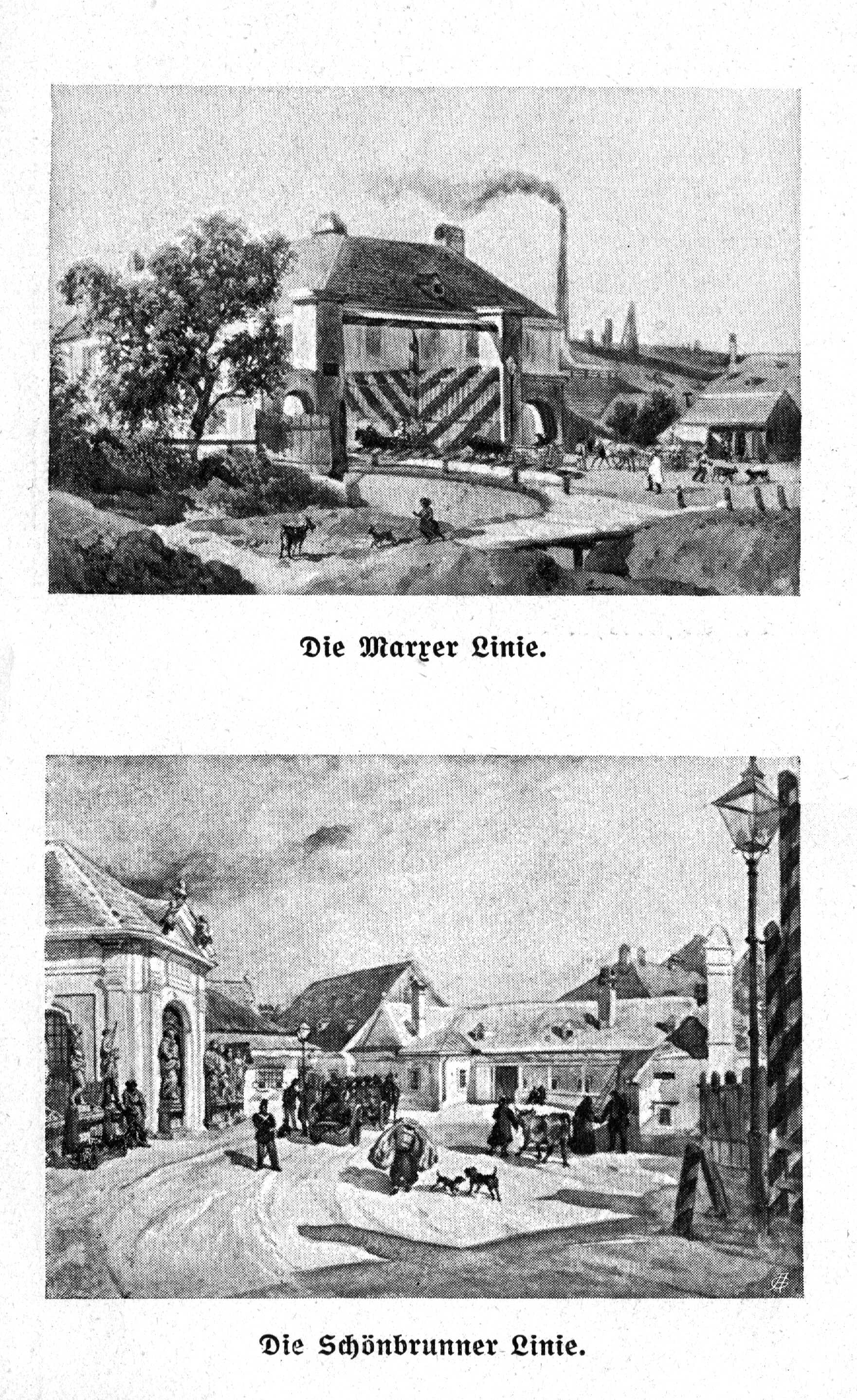
Zwei Linienämter
Letztes – 1911 bestehendes, abzutragendes – Gebäude des Linienamts Am Tabor, Alliiertenstraße 2
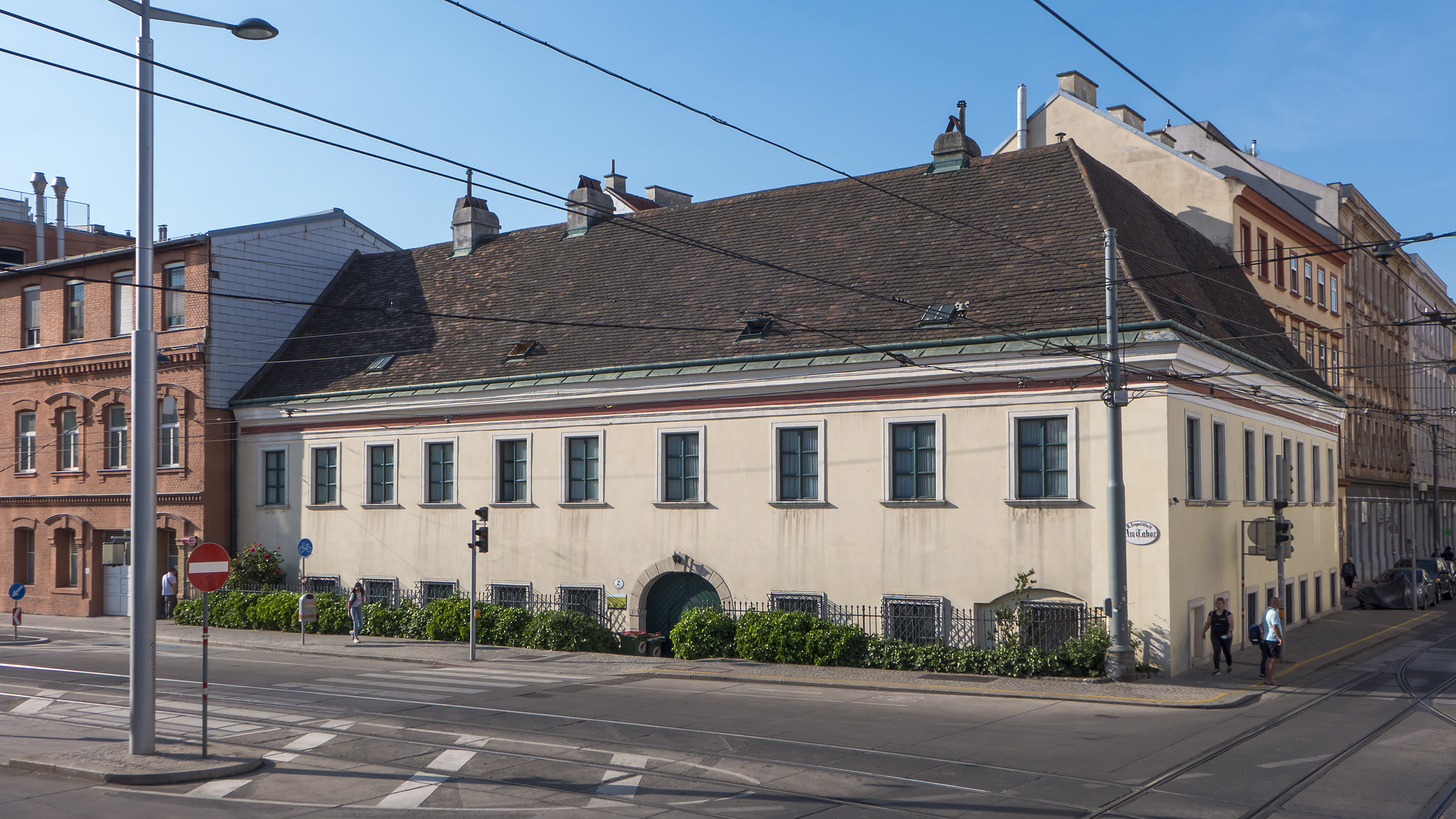
Altes Mauth-Amtsgebäude, Leopoldstadt Nr. 365 und 366, heute: Am Tabor 2, unter Denkmalschutz (Listeneintrag)[Anm. 2]

### Noch erhaltene Linienamtsgebäude aus den 1890er-Jahren
| Bild | Name                       | Standort                                    | Denkmalschutz |
| ---- | -------------------------- | ------------------------------------------- | ------------- |
|      | Linienamt Kaiser-Ebersdorf | 11., Dreherstraße 77 Koordinaten            | nein          |
|      | Linienamt Speising         | 13., Speisinger Straße 104 Koordinaten      | Listeneintrag |
|      | Linienamt Penzing          | 14., Linzer Straße 457 Koordinaten          | nein          |
|      | Linienamt Neuwaldegg       | 17., Neuwaldegger Straße 59 Koordinaten     | Listeneintrag |
|      | Linienamt Kahlenbergerdorf | 19., Heiligenstädter Straße 357 Koordinaten | nein          |
|      | Linienamt Sievering        | 19., Sieveringer Straße 275 Koordinaten     | nein          |
|      | Linienamt Neusteinhof      | 23., Altmannsdorfer Straße 138 Koordinaten  | nein          |
|      | Linienamt Atzgersdorf      | 23., Breitenfurter Straße 116 Koordinaten   | Listeneintrag |
|      | Linienamt Inzersdorf       | 23., Triester Straße 167 Koordinaten        | nein          |

## Graz
Auch in Graz gab es die, auf einem Patent des Jahres 1829 beruhende, Verzehrsteuer. Es handelte sich dabei um einen Aufschlag zu allen Verbrauchsabgaben, der an den k.k. Verzehrsteuer-Linienämtern einkassiert wurde.
Diese Linienämter waren nicht immer direkt an der Stadtgrenze, sondern dort, wo es praktikabel und verkehrstechnisch günstig war. Daher wanderten die Ämter an einigen Stellen mit der Bebauung weiter an den Stadtrand.
Auch nach Ende der Monarchie gab es bis zum Anschluss Österreichs 24 Mautstellen oder Linienämter an den Ausfallstraßen aus dem damaligen Stadtgebiet (nur I. bis VI. Bezirk). An diesen Stellen musste für in die Stadt einfahrende Fahrzeuge eine Straßenmaut namens „Pflastermaut“ und für „importierte“ Lebensmittel die Verzehrsteuer bezahlt werden. Für Bahnreisende gab es eigene Ämter an den drei Bahnhöfen und für die Murschifffahrt eine Wassermautstelle. Auch jene Straßenbahnlinien, die die Stadtgrenze passierten, hatten an den Mautstellen Haltestellen. Notwendig war dies wegen der Verschuldung der Stadtgemeinde, die
die Lasten des verlorenen Krieges und die Einrichtung der Republik brachten, dazu kam die Wirtschaftskrise.
Die Beamten, die die Kontrollen durchführten, hießen „provisorische, städtische Finanzwacht-Aufseher-Aushilfe“ und wurden wegen ihrer grünen Uniform im Volksmund „Spinatwachter“ genannt. Zwischen den Linienämtern gab es auch Streifen gegen Schmuggel über die Feld- und Schleichwege. 1921 gab es noch 231 Beamte, später wurde die Stärke auf 171 reduziert. Mit diesem Personalstand machten die Ämter in den 1920er- und 1930er-Jahren kaum Gewinn, sondern finanzierten sich mehr oder weniger selbst.
Die Mautämter hatten deneben auch ähnliche Aufgaben wie später die Bezirksämter. Darum sollten sie täglich möglichst lange besetzt sein und über einen Telefonanschluss verfügen. Die Gebäude hatten in der Regel zwei Stockwerke und ein Portal zur Straßenseite. Im ersten Stock befanden sich auch Dienstwohnungen. Daneben gab es auch kleinere Mauthäuser.
1938 wurden die damaligen Randgemeinden von Graz eingemeindet, die Stadt erhielt die heutige Größe und die Mautstellen wurden abgeschafft. Heute sind die Gebäude meist Wohnhäuser, bei einigen (z. B. Hilmteich, Puchstraße, St. Peter Hauptstraße) wurde das Hauptportal zur Straße durch ein Fenster ersetzt. Zwei Stationsnamen von Straßenbahnlinien erinnern aber heute noch an sie. Dass viele dieser Häuser auf der heute stadtauswärtigen Straßenseite liegen, zeigt, dass bis 1938 in der Steiermark links gefahren wurde.

### Liste der städtischen Mautämter
Stand um 1935, angeführt gegen den Uhrzeigersinn.
| Bezirk       | Richtung                   | Standort                                                          | spätere Verwendung                         | Anmerkung                                                                                                   |
| ------------ | -------------------------- | ----------------------------------------------------------------- | ------------------------------------------ | --- |
| St. Leonhard | Waltendorf                 | Plüddemanngasse 46 / Koßgasse                                     | Neubau                                     | |
| St. Leonhard | Waltendorf, Ruckerlberg    | Waltendorf 33 heute Plüddemanngasse 23 / Ruckerlberggasse         | Uhrmacher, Wohnhaus, Atelier Gerhard Lojen | aufgestockt, Eckschalter noch sichtbar                                                                      |
| St. Leonhard | Waltendorf, Ruckerlberg    | Schützenhofgasse 55, heute Hallerschlossstraße 11 / Schillerplatz | Wohnhaus                                   | |
| Geidorf      | Ries                       | Riesstraße 15 / Stiftingtalstraße 1 / LKH                         | Gasthof                                    | 3 goldene Kugeln                                                                                            |
| Geidorf      | Kroisbach, Mariatrost      | Hilmteichstraße 97 / Untere Schönbrunngasse                       | Wohnhaus                                   | Portal entfernt, Haltestelle Schönbrunngasse                                                                |
| Geidorf      | Kroisbach, Mariatrost      | Heinrichstraße 141 / Kapuzinerkloster                             | Wohnhaus                                   | kleines Mauthaus                                                                                            |
| Geidorf      | Mariagrün, Mariatrost      | Quellengasse 68 / Franzosenkreuz                                  | Wohnhaus                                   | Portal zu Balkon umgebaut                                                                                   |
| Geidorf      | Andritz                    | Grabenstraße 219, heute 222 / Andritzer Reichsstraße              | Wohnhaus                                   | Haltestelle Maut Andritz, Mautgasse, Steinbruchmaut, unter Denkmalschutz (Listeneintrag)                    |
| Lend         | Göstinger Au               | Augasse 145                                                       | Abriss, Schrebergärten                     | Haltestelle Augasse                                                                                         |
| Lend         | Gösting                    | Wiener Straße 189 / Glasfabrikstraße                              | Neubau                                     | ehem. Haltestelle Maut Gösting                                                                              |
| Lend         | Gösting, Plabutsch         | Plabutscherstraße 30 / Anton-Gerstl-Straße                        | Wohnhaus                                   | kleines Mauthaus, gegenüber Hotel Bokan                                                                     |
| Lend         | Eggenberg, Algersdorf      | Alte Poststraße 107 / damalige Gaußgasse                          | Wohnhaus                                   | heute neben Billa, Weg zur Wagner-Biro-Straße                                                               |
| Lend         | Südbahn                    | beim Hauptbahnhof, heute Zollgasse                                | Neubau                                     | neben Zollamt                                                                                               |
| Gries        | Eggenberg, Algersdorf      | Eggenberger Straße 48 / Alte Poststraße                           | Wohnhaus, Café Pucher                      | Haltestelle Alte-Poststraße, vor 1914 gegenüber                                                             |
| Gries        | Köflacherbahn              | Friedhofgasse 26 / GKB-Bahnhofsgelände                            | Kohlenhandel                               | Eckhaus, ggü. Steinfeldfriedhof                                                                             |
| Gries        | Eggenberg, Algersdorf      | Friedhofgasse 85 / Alte Poststraße                                | Abriss                                     | Mauthaus am Steinfeld, heute ÖAMTC-Stützpunkt                                                               |
| Gries        | Wetzelsdorf                | Lazarettgasse 96, heute Kärntner Straße 44 / Hohenstaufengasse    | Abriss                                     | SIXT |
| Gries        | Webling, heute Strassgang  | Kapellenstraße 31                                                 | Neubau                                     | |
| Gries        | Schlachthof                | Lagergasse 136                                                    | Lebensmittelamt                            | Eines der beiden Eingangsgebäude zum Schlachthof, diese sind gemeinsam unter Denkmalschutz (Listeneintrag). |
| Gries        | Puntigam                   | Wagram 23, heute Triester Straße 265 / Wagner-Jauregg-Straße      | Wohnhaus                                   | Haltestelle Maut Puntigam, Gasthaus „Alte Maut“                                                             |
| Gries        | Rudersdorf, heute Puntigam | Gottliebgasse 44, heute Puchstraße 124 / Tiergartenweg            | Wohnhaus                                   | Portal zu Fenster umgebaut                                                                                  |
| Jakomini     | Ostbahn                    | im Ostbahnhof heute Conrad-von-Hötzendorf-Straße 104              | Bezirksamt Jakomini                        | Servicestelle                                                                                               |
| Jakomini     | Liebenau                   | Münzgrabenstraße 248                                              | Wohnhaus                                   | Eckhaus, Portal zugemauert, Autobahnauffahrt/Stadion                                                        |
| Jakomini     | St. Peter                  | St. Peter 1, heute St. Peter Hauptstraße 19 / Petersgasse         | Wohnhaus                                   | Portal zu Fenster umgebaut, ehem. Haltestelle Maut St. Peter                                                |

Früher endeten einige Straßen an der alten Stadtgrenze und wurden nach der Eingemeindung neu zugeordnet und daher umnummeriert. So gibt es z. B. die Hausnummern der Linienämter in der Lazarettgasse und Schützenhofgasse nicht mehr, da diese Gassen nun früher enden und ein Teil zur Kärntner Straße bzw. Hallerschloßstraße wurden. Die Grabenstraße biegt heute nicht mehr bei der Maut ab, sondern wurde über die Mautgasse zur Weinzöttlstraße fortgesetzt. Damit wechselte das Haus die Straßenseite und bekam eine neue Hausnummer, der Rest des alten Straßenverlaufs bis zur Andritzer Reichsstraße kam zur Körösistraße.

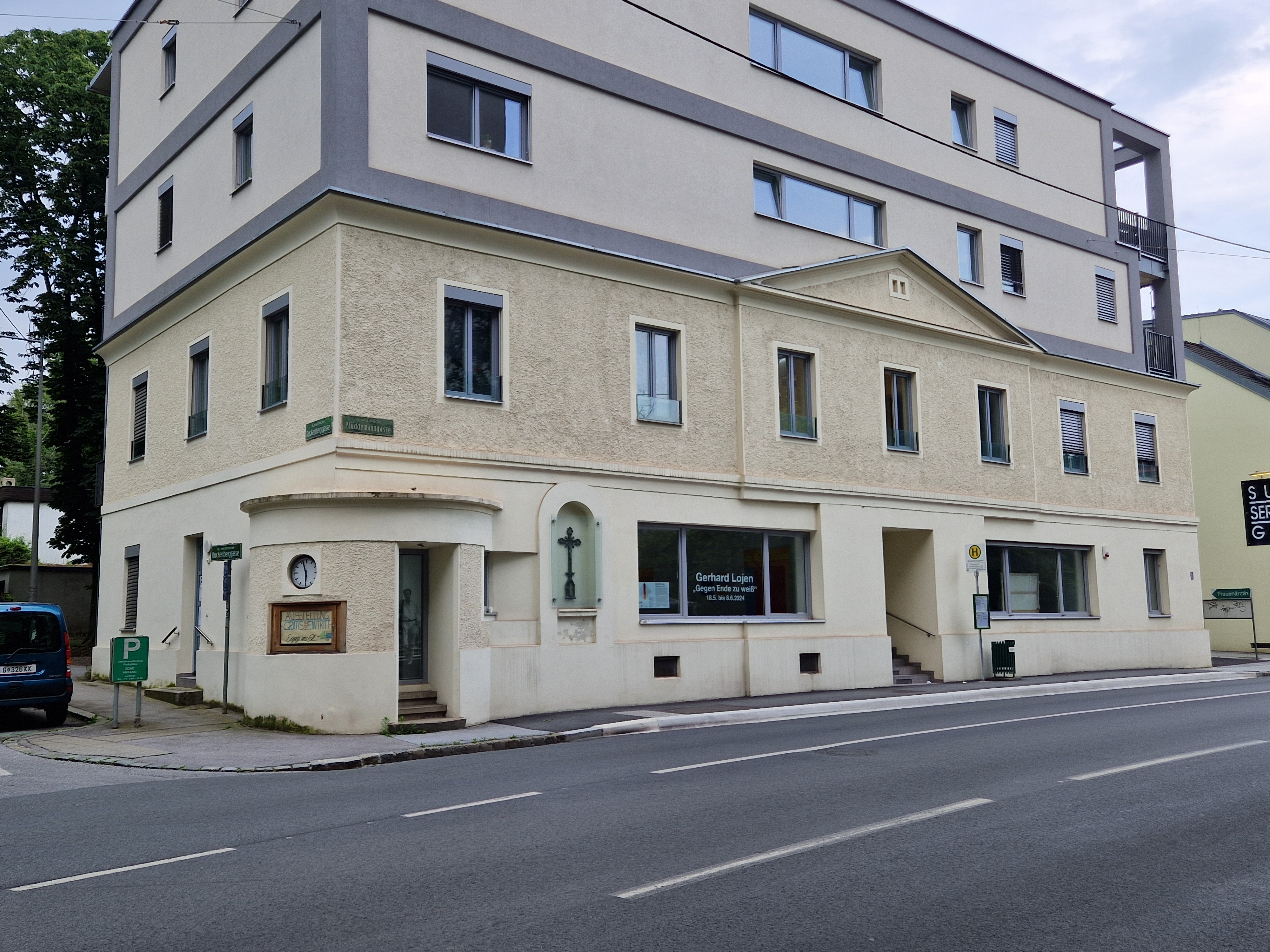
Linienamt Waltendorf/Ruckerlberggasse
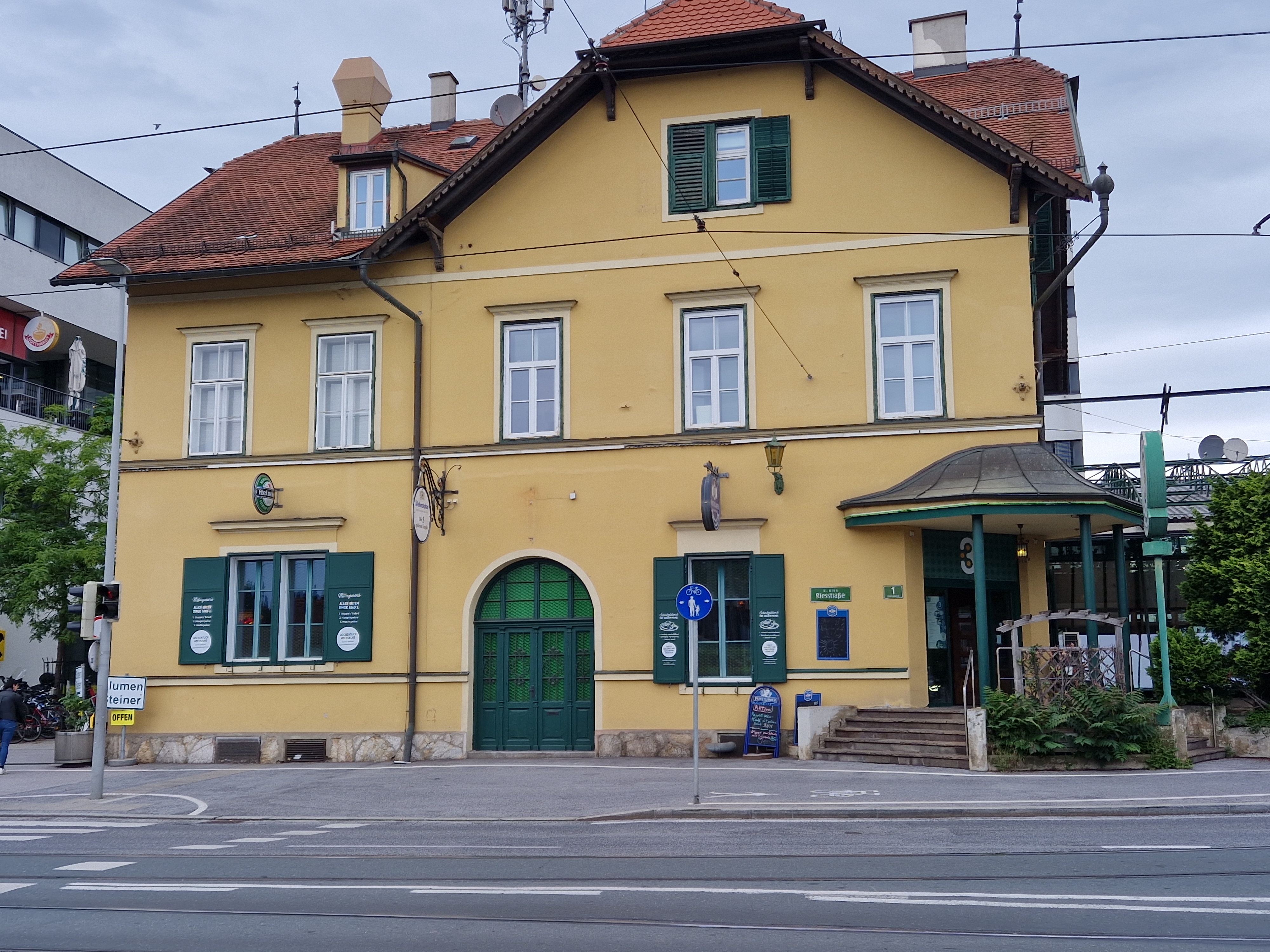
Linienamt Ries/Stifting
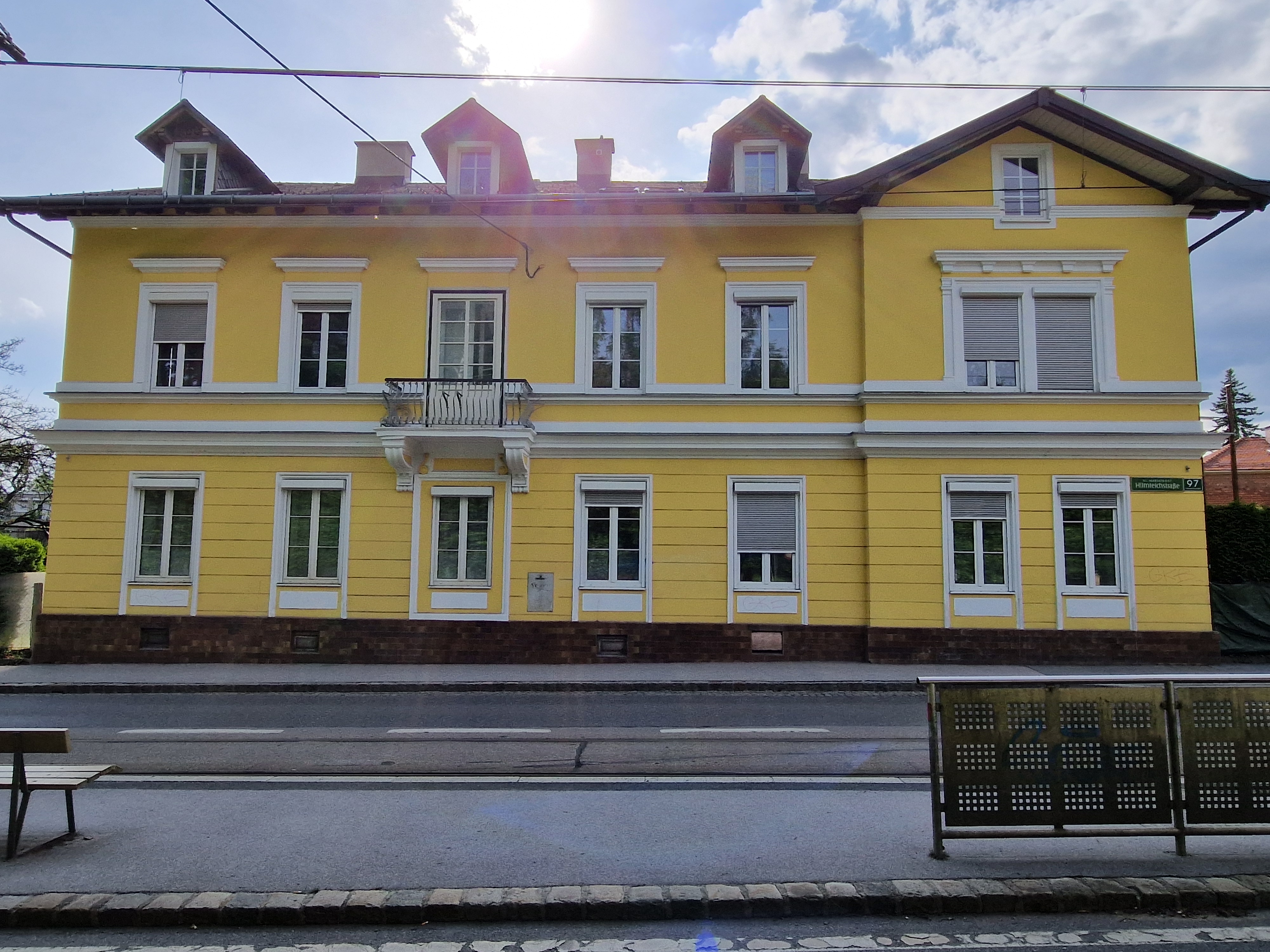
Linienamt Hilmteich
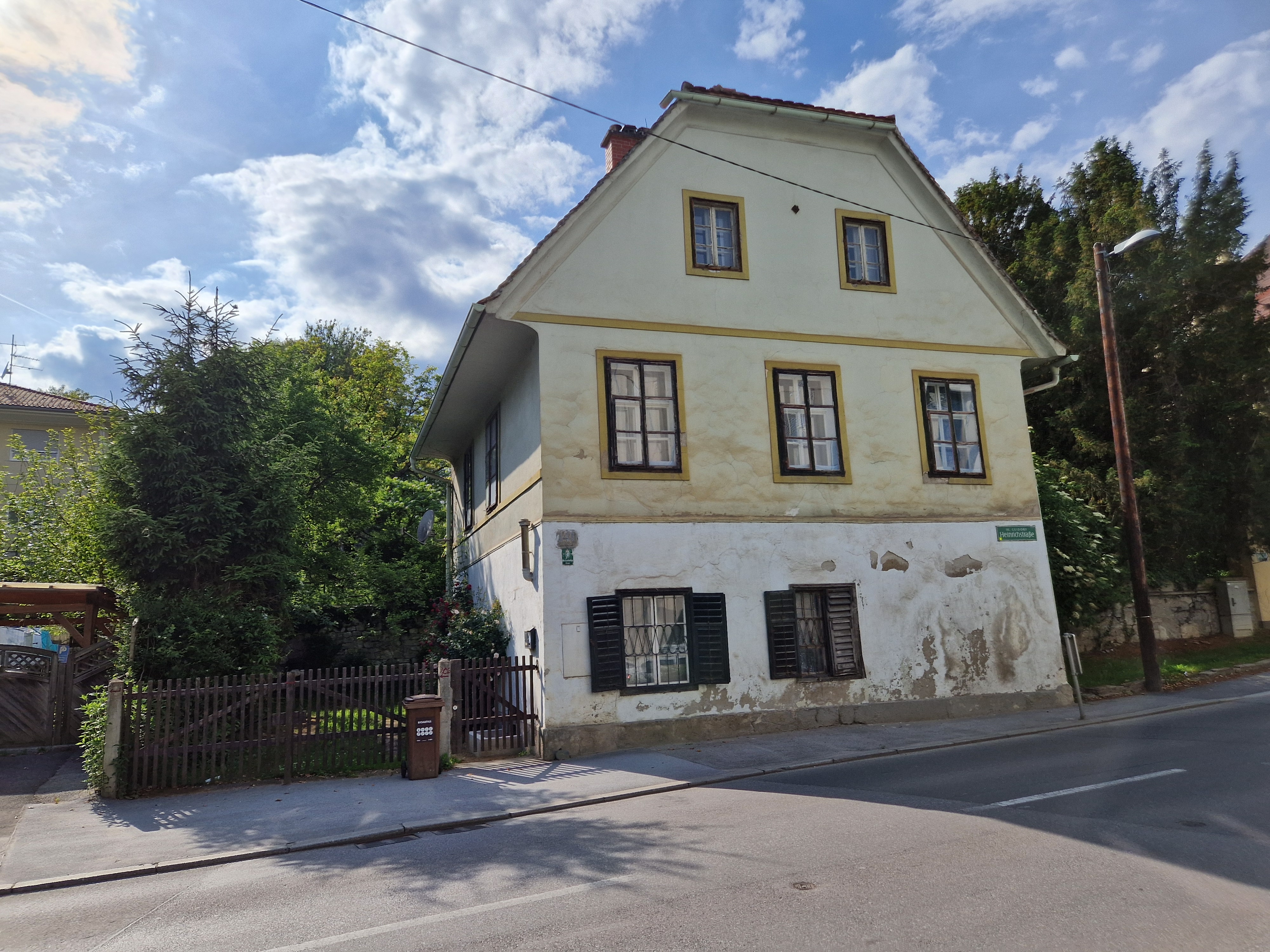
Mauthaus Heinrichstraße
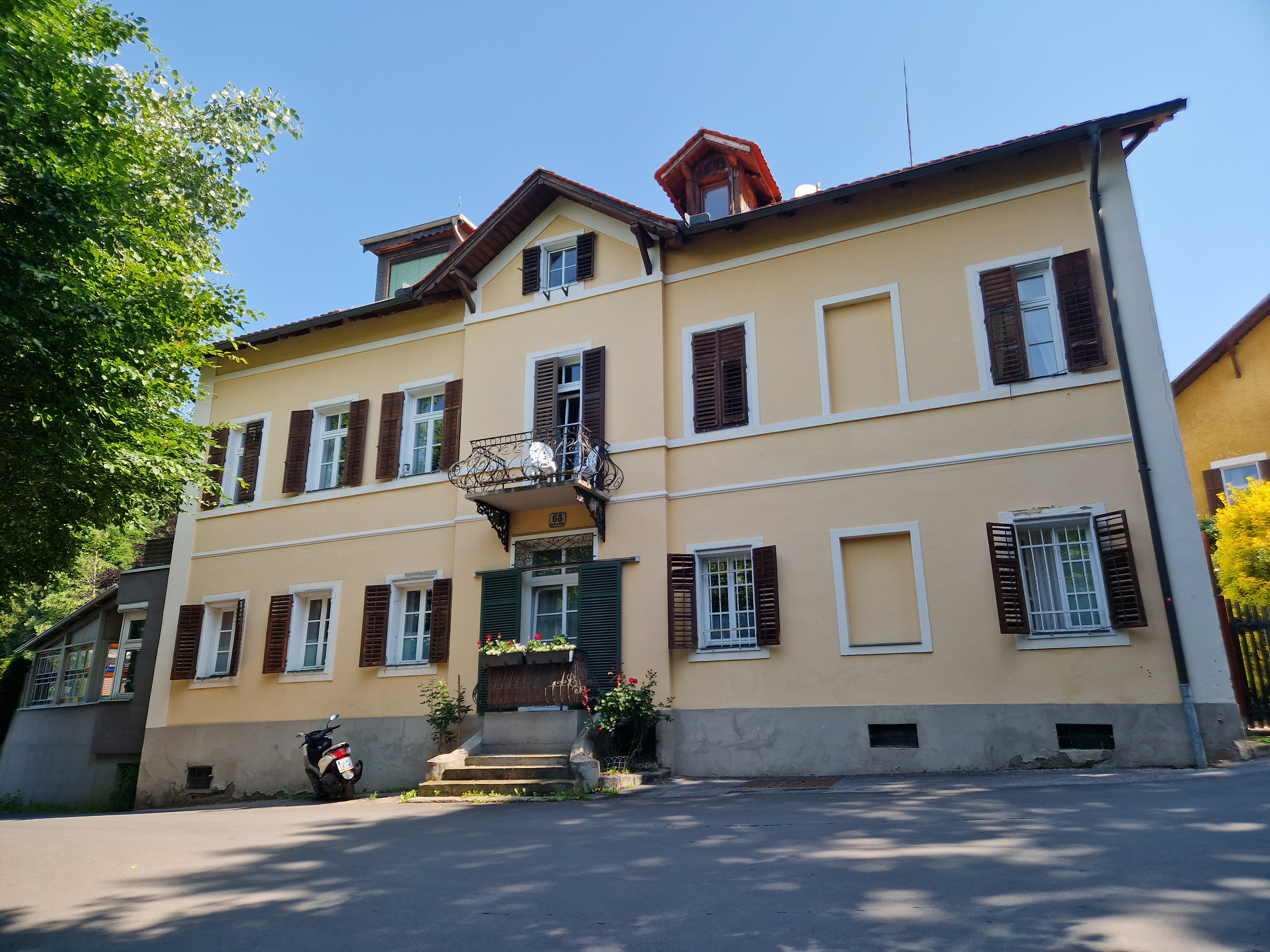
Linienamt Quellengasse
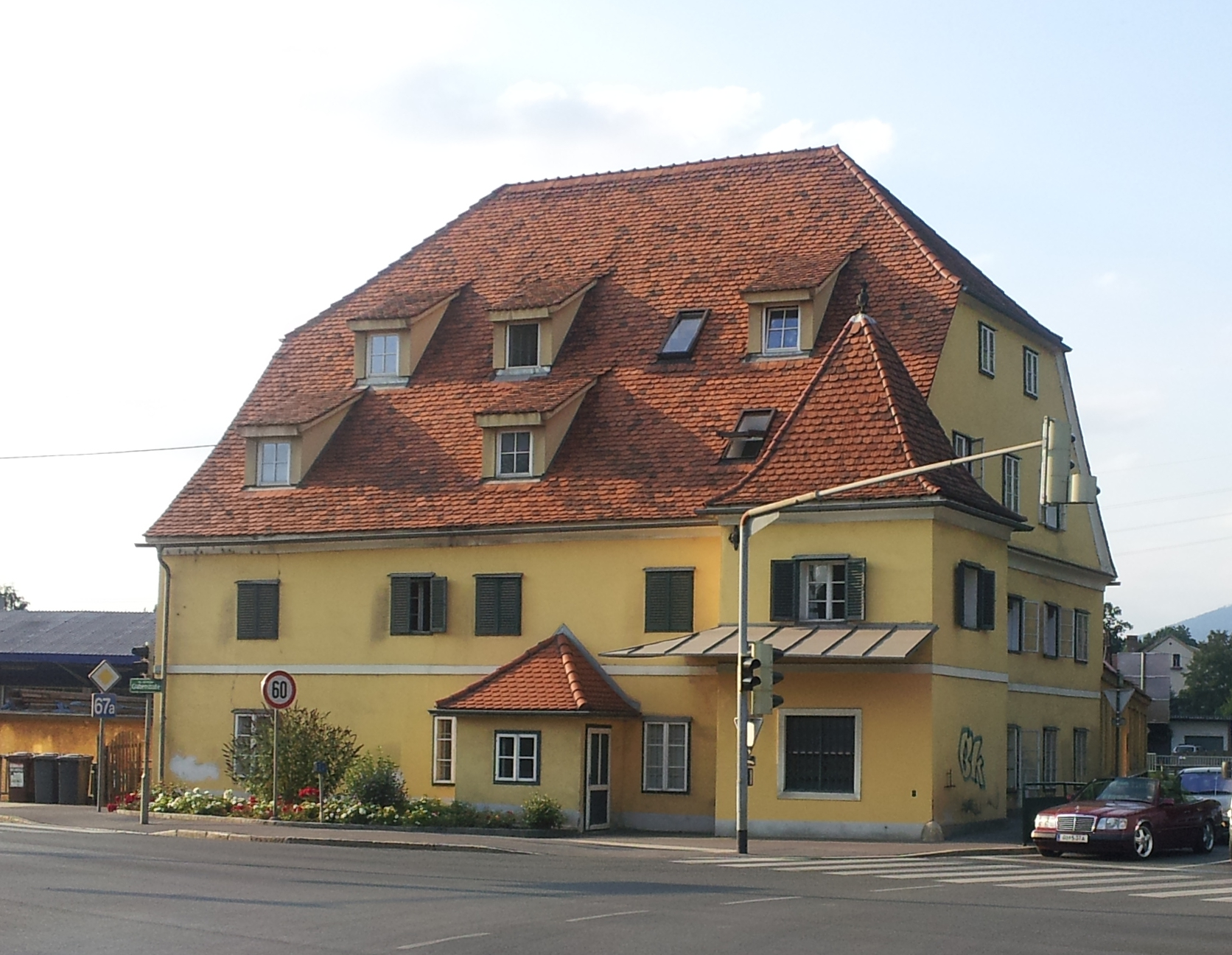
Andritzer Mauthaus
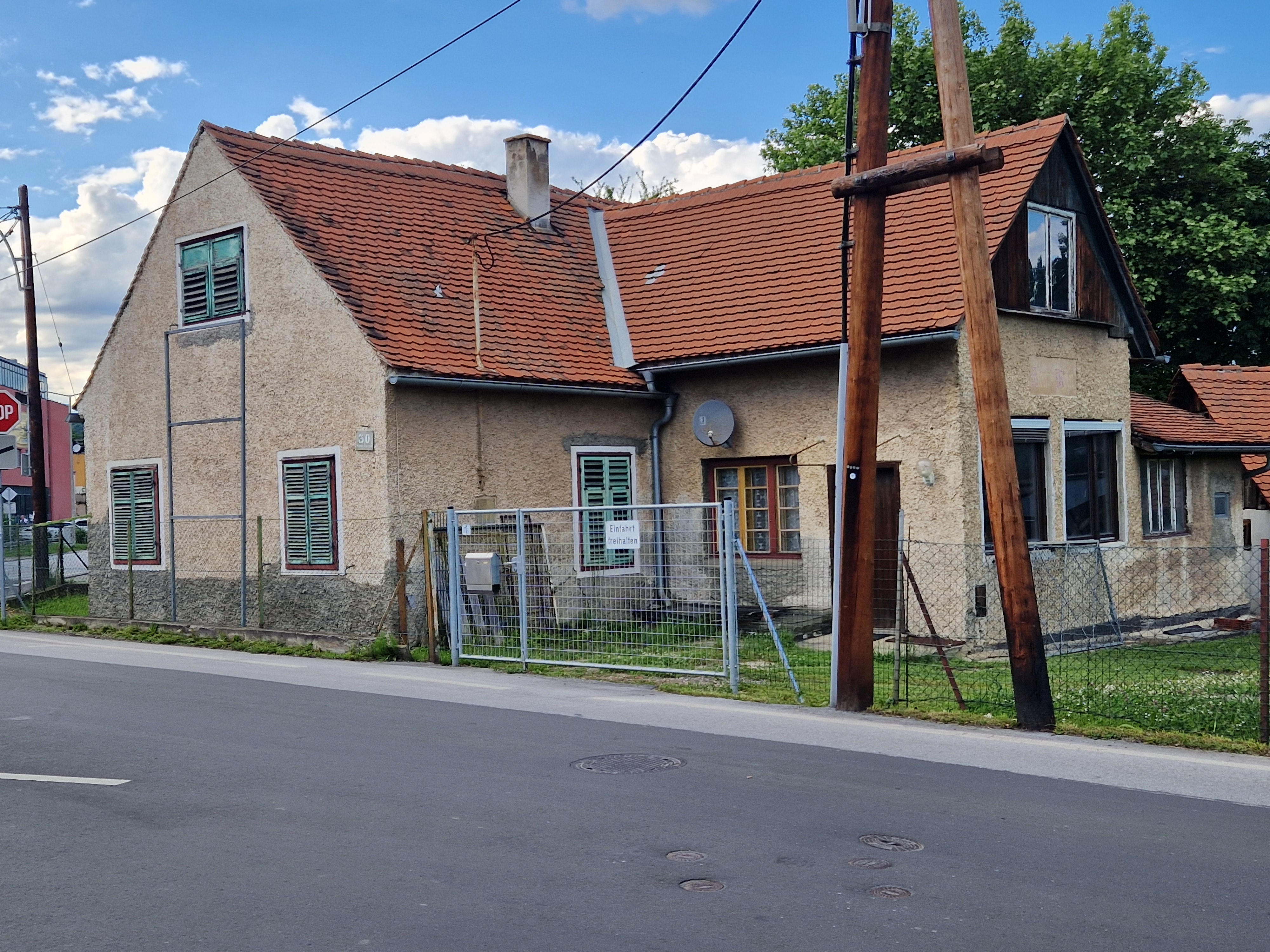
Mauthaus Gösting
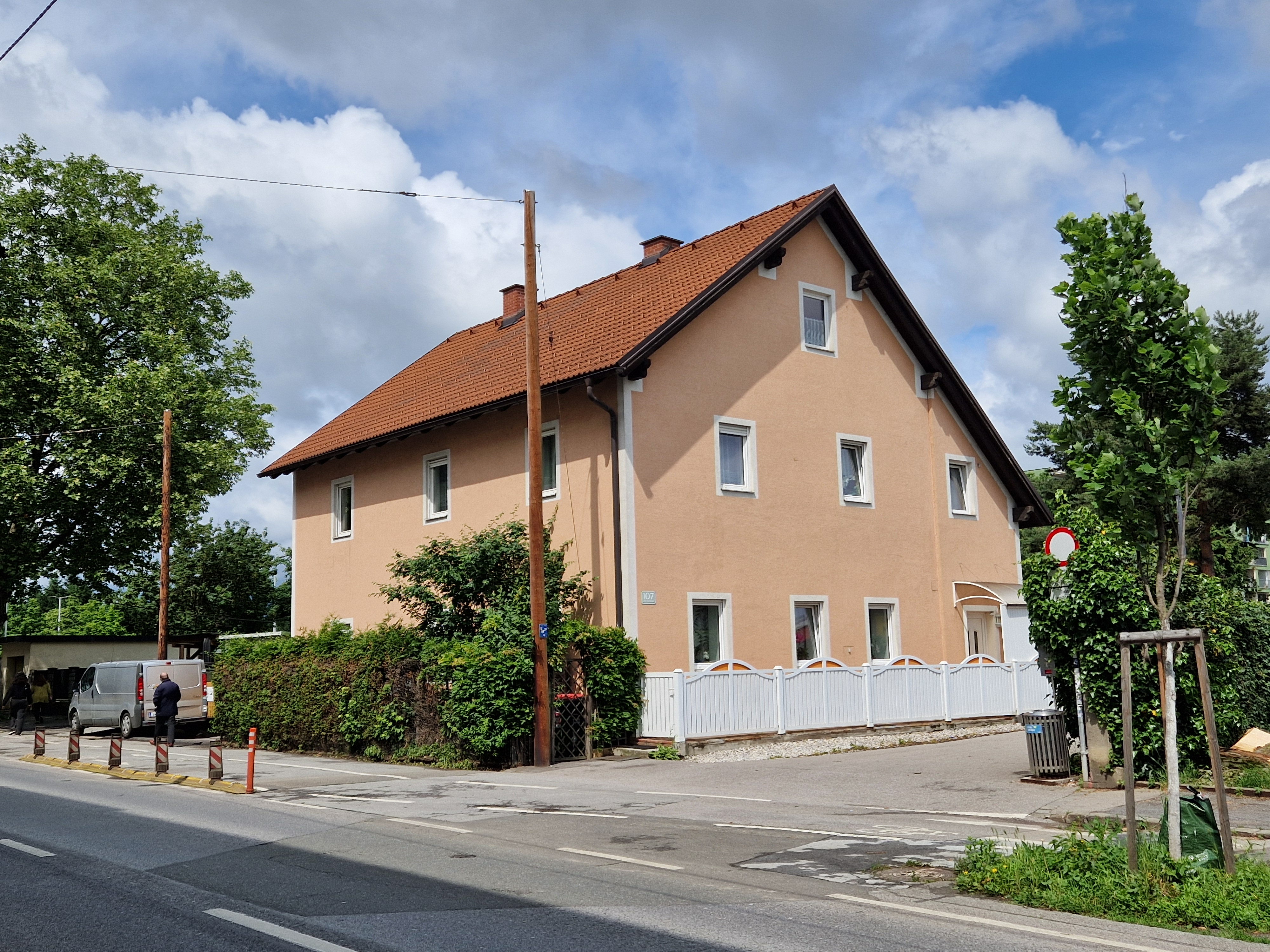
Linienamt Eggenberg/Gaußgasse
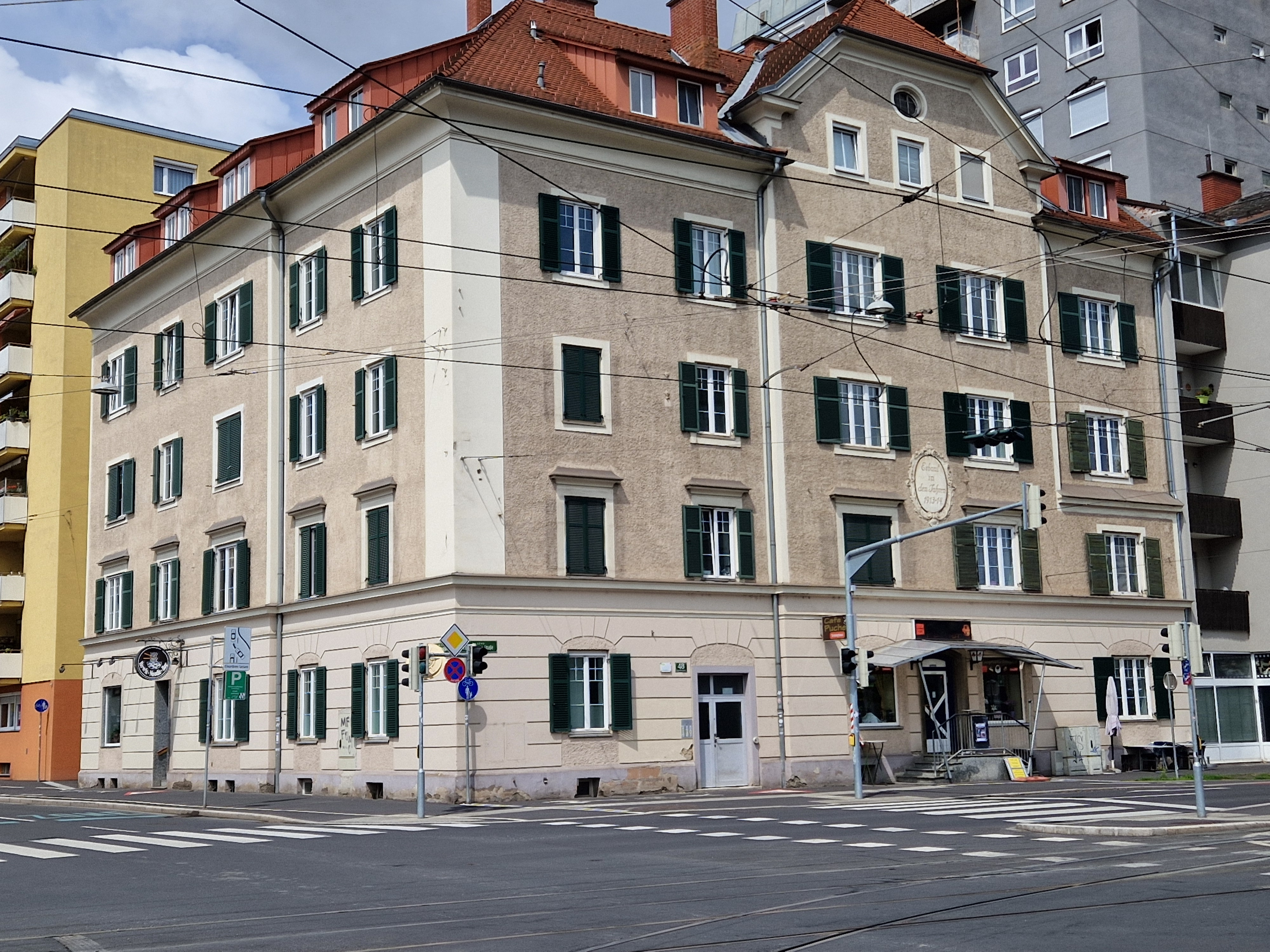
Linienamt Eggenberg
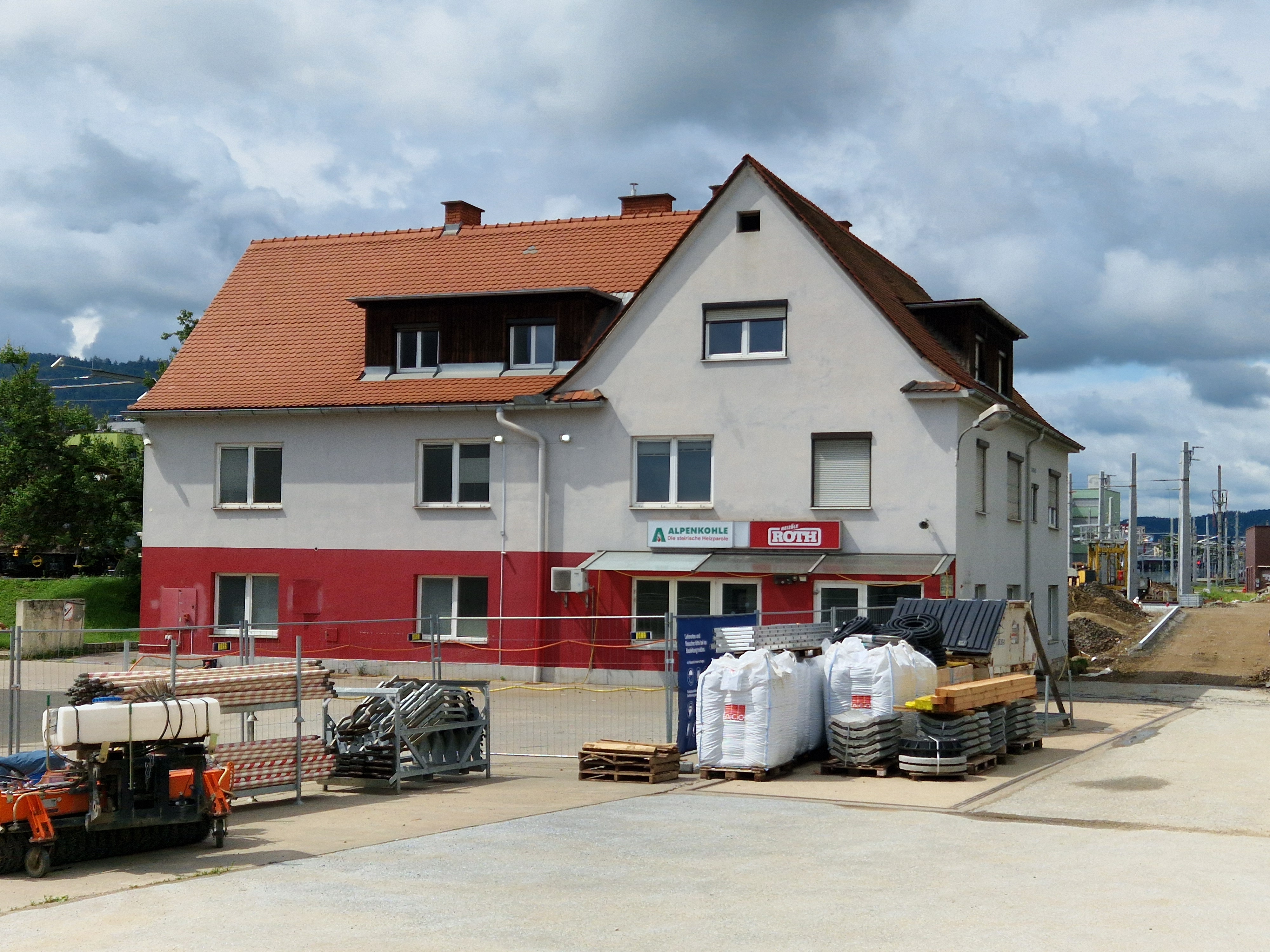
Linienamt Köflacherbahnhof
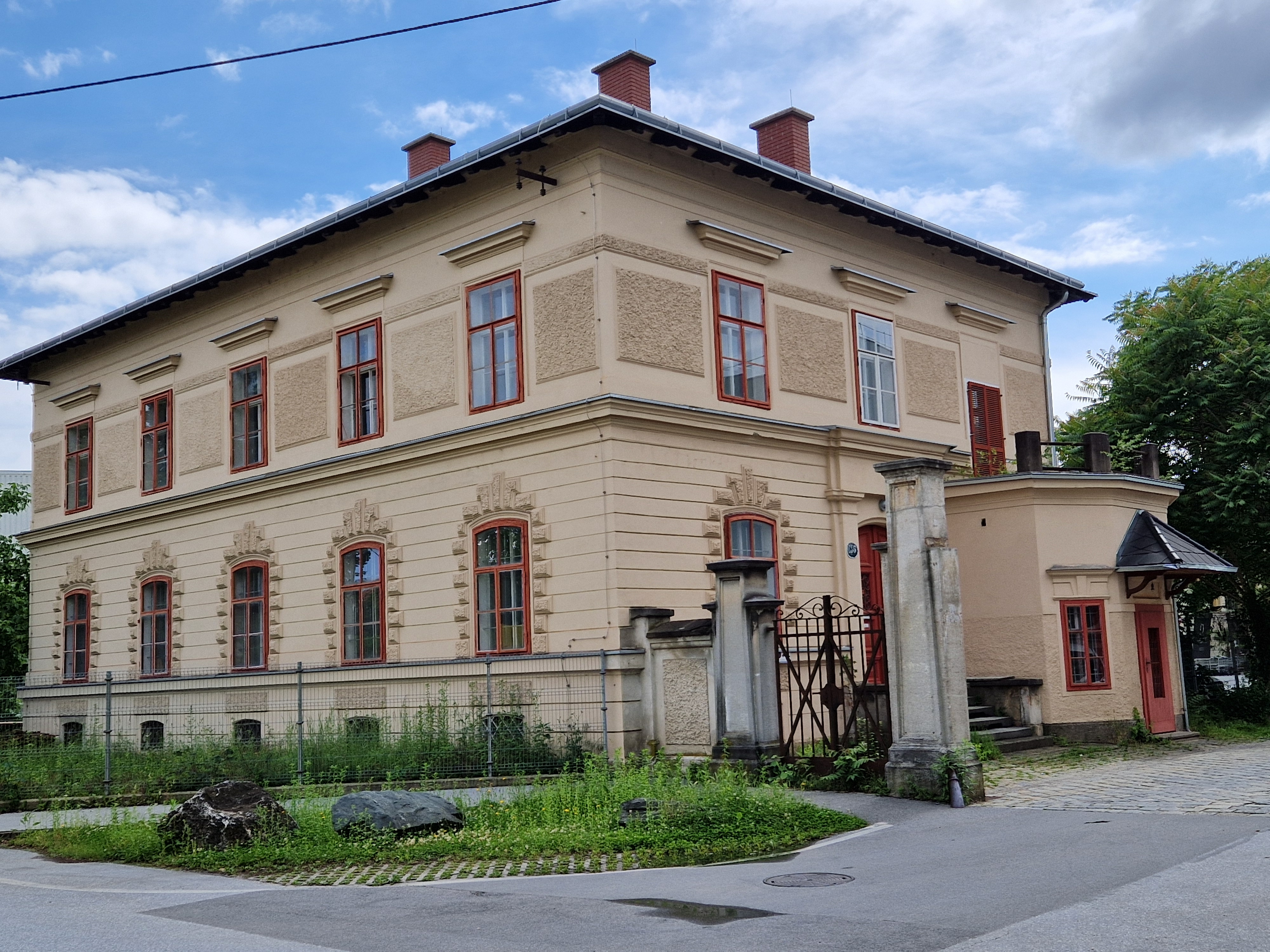
Linienamt Schlachthof
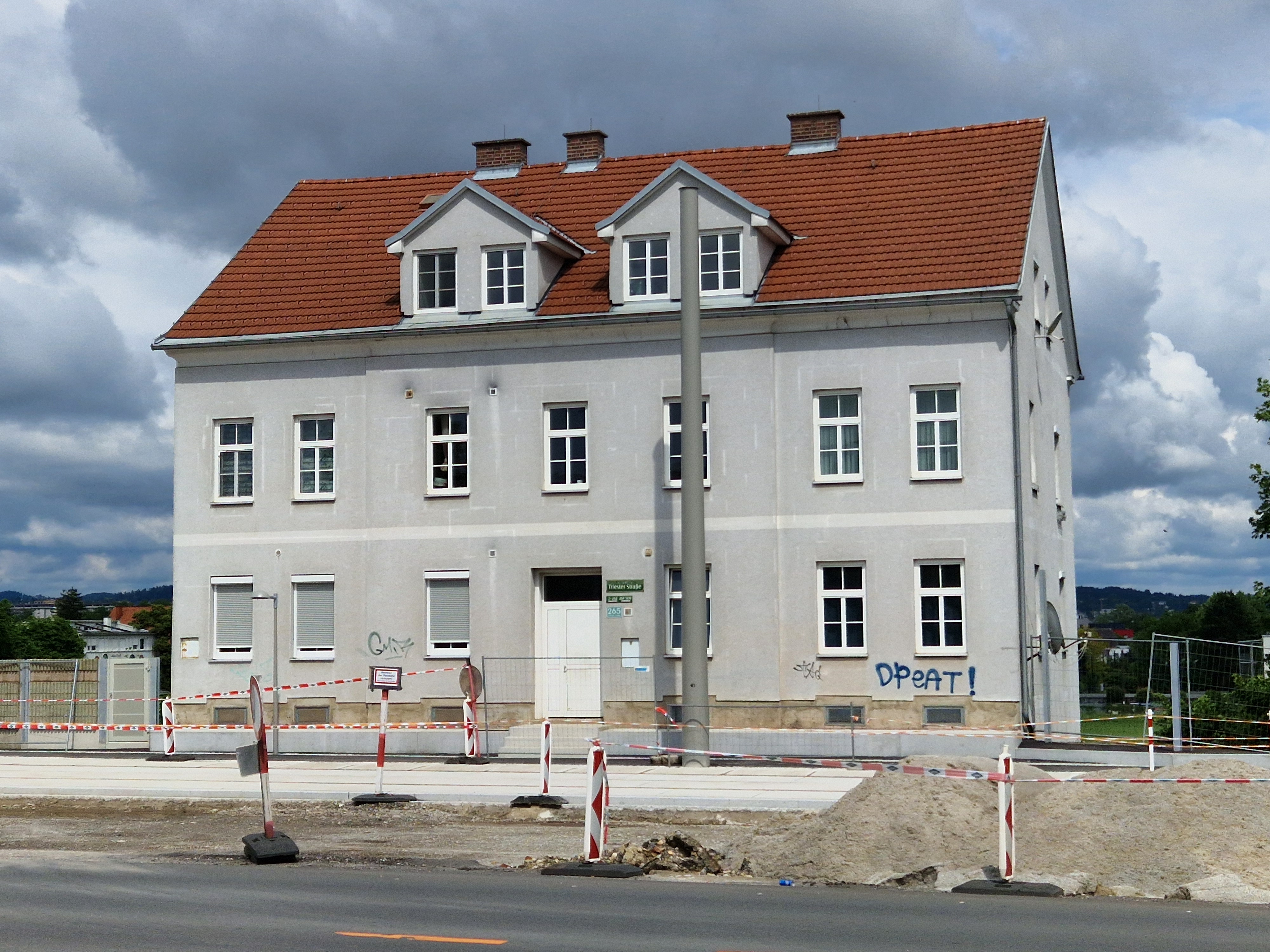
Maut Puntigam
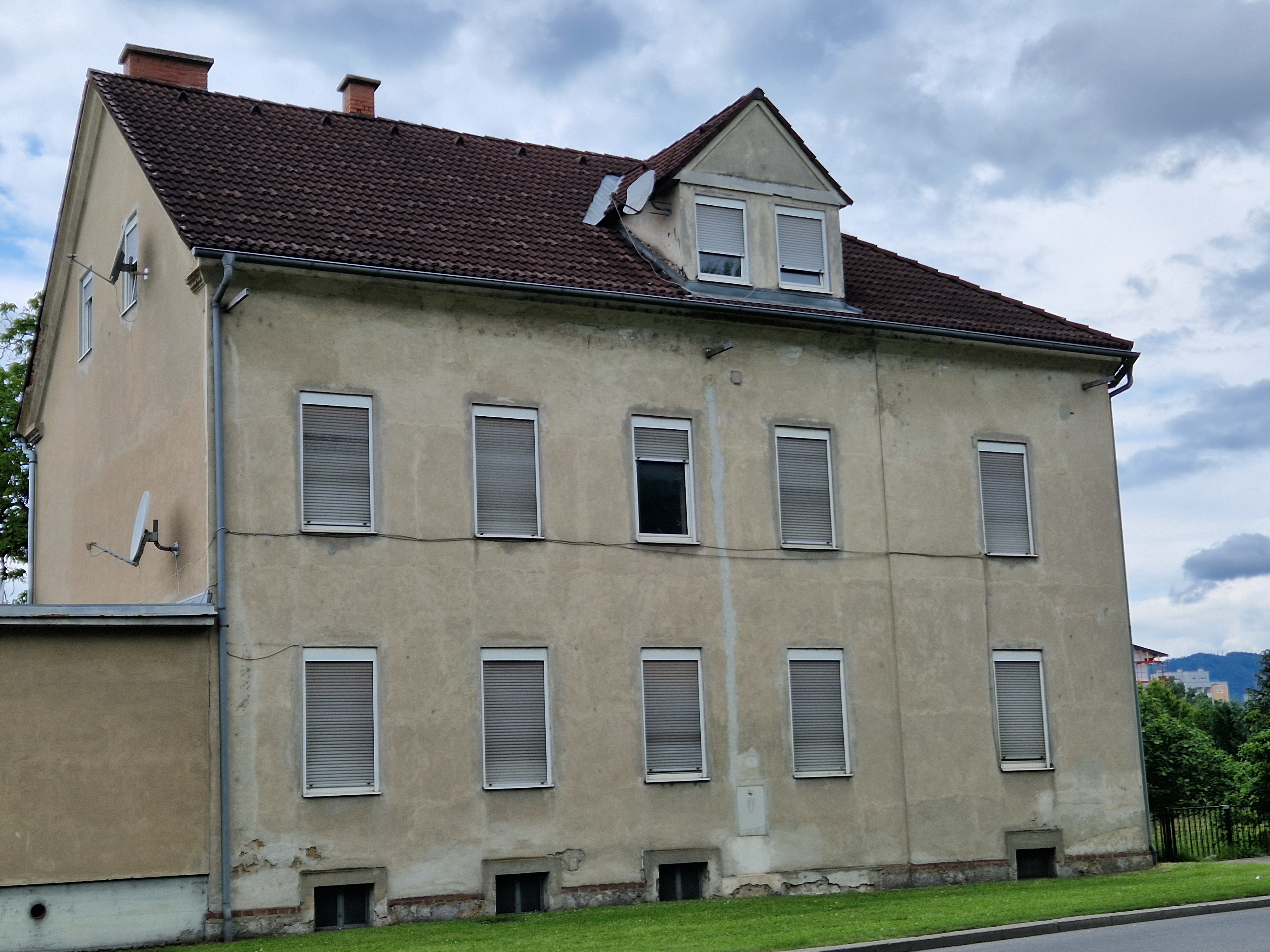
Linienamt in der Puchstraße
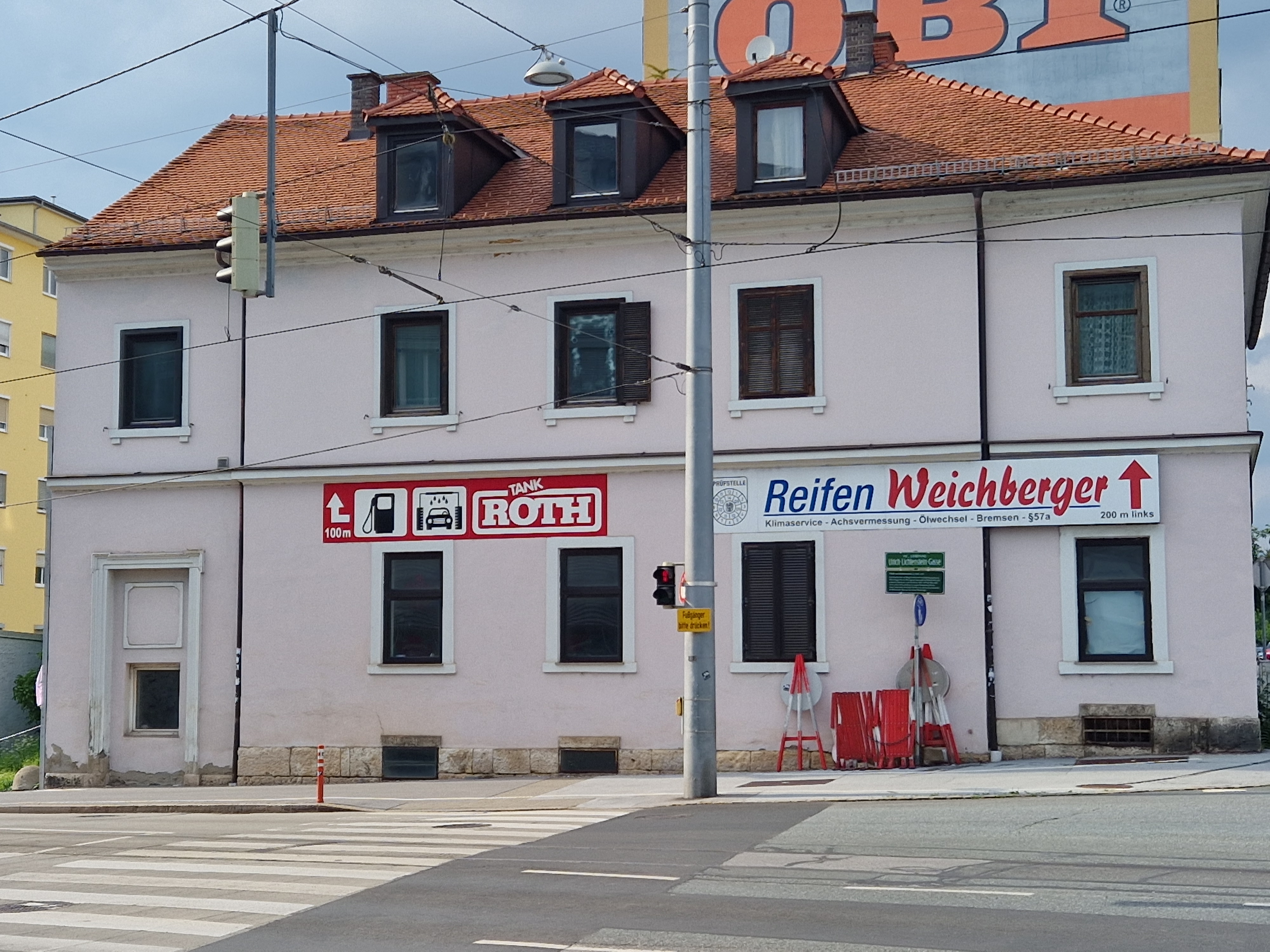
Linienamt Liebenau
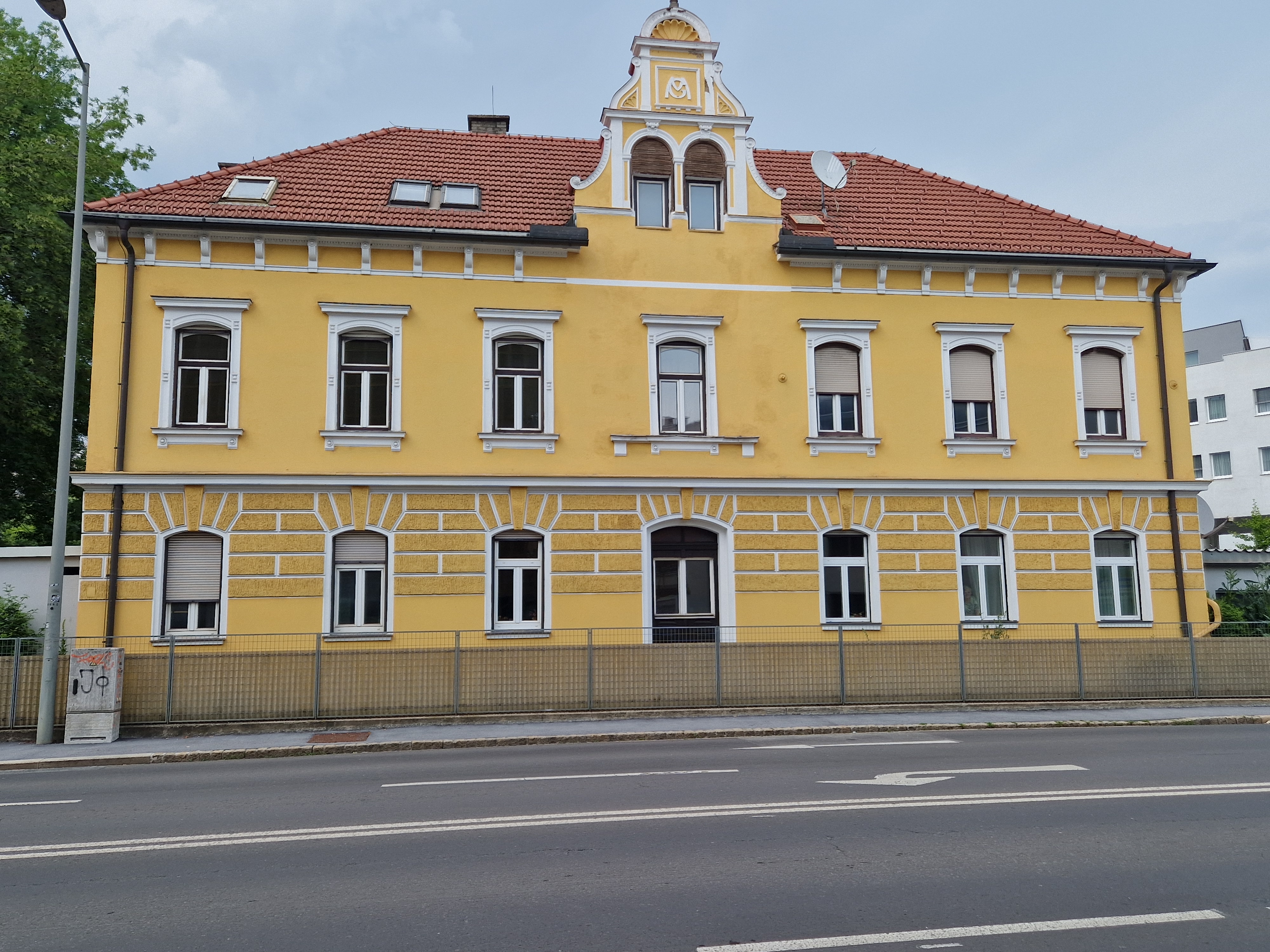
Maut St. Peter

#### Ältere Mautstellen, die 1935 nicht mehr angeführt sind
| Bezirk  | Richtung                   | Standort                                         | spätere Verwendung  | Anmerkung                                                   |
| ------- | -------------------------- | ------------------------------------------------ | ------------------- | ----------------------------------------------------------- |
| Geidorf | Ries                       | Hilmteichstraße 1 / Schanzlgasse / Leonhardplatz | Gasthof Schanzlwirt | vor Errichtung des LKH, unter Denkmalschutz (Listeneintrag) |
| Lend    | Gösting                    | Wiener Straße 43 / Am Damm 54                    | Gasthof, Abriss     | heute AVL-Einfahrt                                          |
| Gries   | Eggenberg                  | Eggenberger Straße 61 / Alte Poststraße          | Abriss              | heute FH Joanneum, nach 1914 gegenüber                      |
| Gries   | Rudersdorf, heute Puntigam | Herrgottwiesgasse 21, heute 119 / Schröderhofweg | Abriss              | laut Plan um 1900                                           |
| Gries   | Mur-Schifffahrt            | Wassermautstelle Gries                           |                     |                                                             |

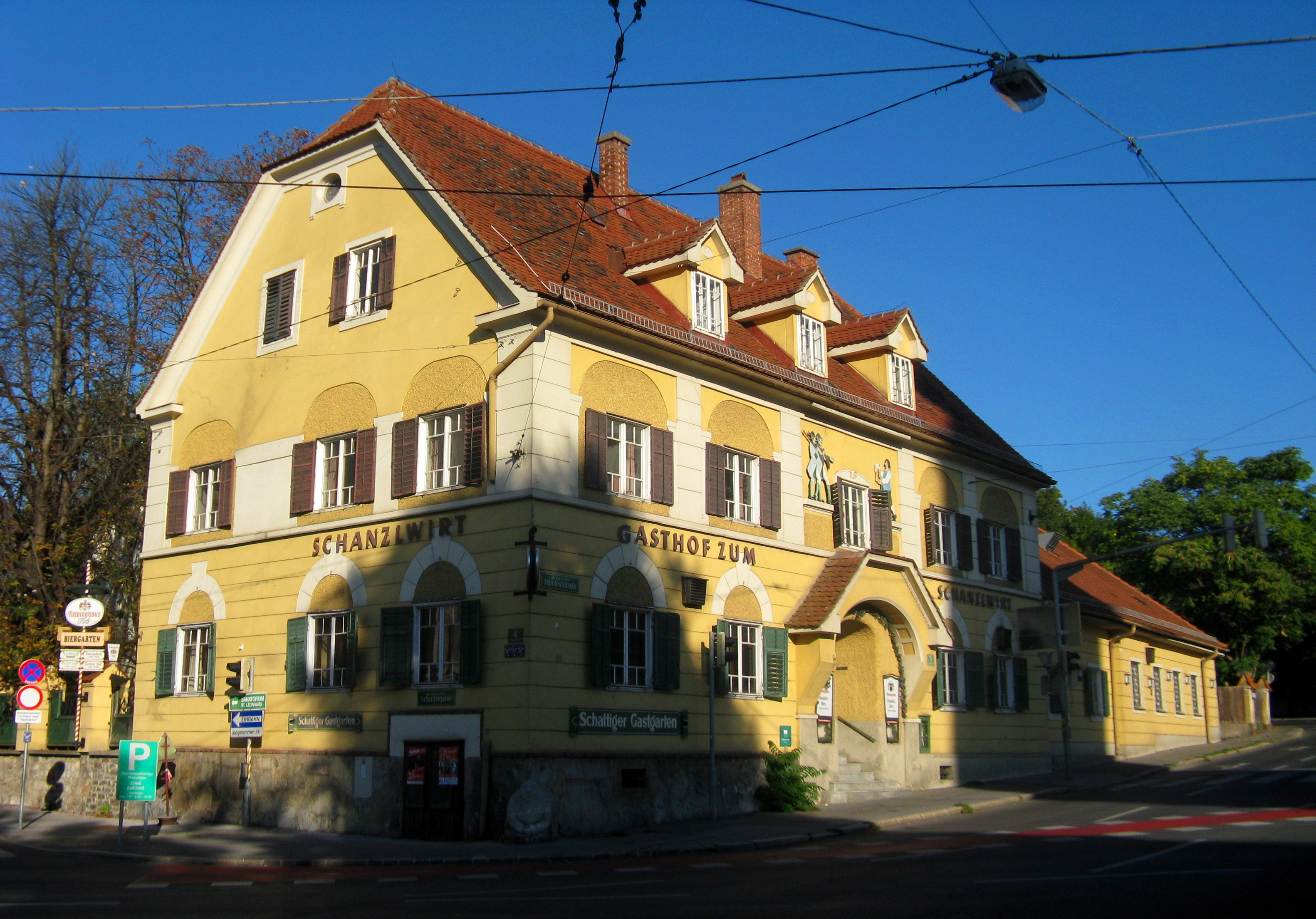
Mauthaus Schanzlgasse

Um sämtliche Linienämter zu umfahren, musste man in Nord-Süd-Richtung die Alte Poststraße benutzen, die bis 1938 westlich am damaligen Graz vorbeiführte.

### Wien
- Website mit nützlichen Abbildungen

### Graz
- Damals in der Steiermark: Mautstellen, Austria-Forum
- historische Stadtpläne 1843 und vor 1918 mit eingezeichneten Linienämtern
- Stadtplan um 1900 mit eingezeichneten Linienämtern